# Epipremnum
Epipremnum es un género con 41 especies de plantas fanerógamas perteneciente a la familia Araceae. Es originario de las regiones tropicales y subtropicales de Asia y del Pacífico.

## Descripción
Son hierbas con tallos trepadores y raíces adventicias. Hojas enteras o lobuladas, a veces abigarradas. Flores bisexuales, desnudas. Estambres 4, las anteras dehiscentes.
Es considerada una planta tóxica, contiene oxalato de calcio.

## Taxonomía
El género fue descrito por Heinrich Wilhelm Schott y publicado en Bonplandia 5: 45. 1857.  La especie tipo es: Epipremnum mirabile Schott. 

## Especies
- Epipremnum amplissimum (Schott) Engl.
- Epipremnum aureum (Linden & André) G.S.Bunting
- Epipremnum carolinense Volkens
- Epipremnum ceramense (Engl. & K.Krause) Alderw.
- Epipremnum dahlii Engl.
- Epipremnum falcifolium Engl.
- Epipremnum giganteum (Roxb.) Schott
- Epipremnum meeboldii K.Krause
- Epipremnum moluccanum Schott
- Epipremnum moszkowskii K.Krause
- Epipremnum nobile (Schott) Engl.
- Epipremnum obtusum Engl. & K.Krause
- Epipremnum papuanum Alderw.
- Epipremnum pinnatum
- Epipremnum silvaticum Alderw.